# Робітниче Селище № 2
Робітни́че Се́лище № 2 (рос. Рабочий Посёлок №2) — колишнє селище в Кіровському районі Ленінградської області, Росія.